# Locale ('ndrangheta)
(Relazione Direzione Nazionale Antimafia 2012)

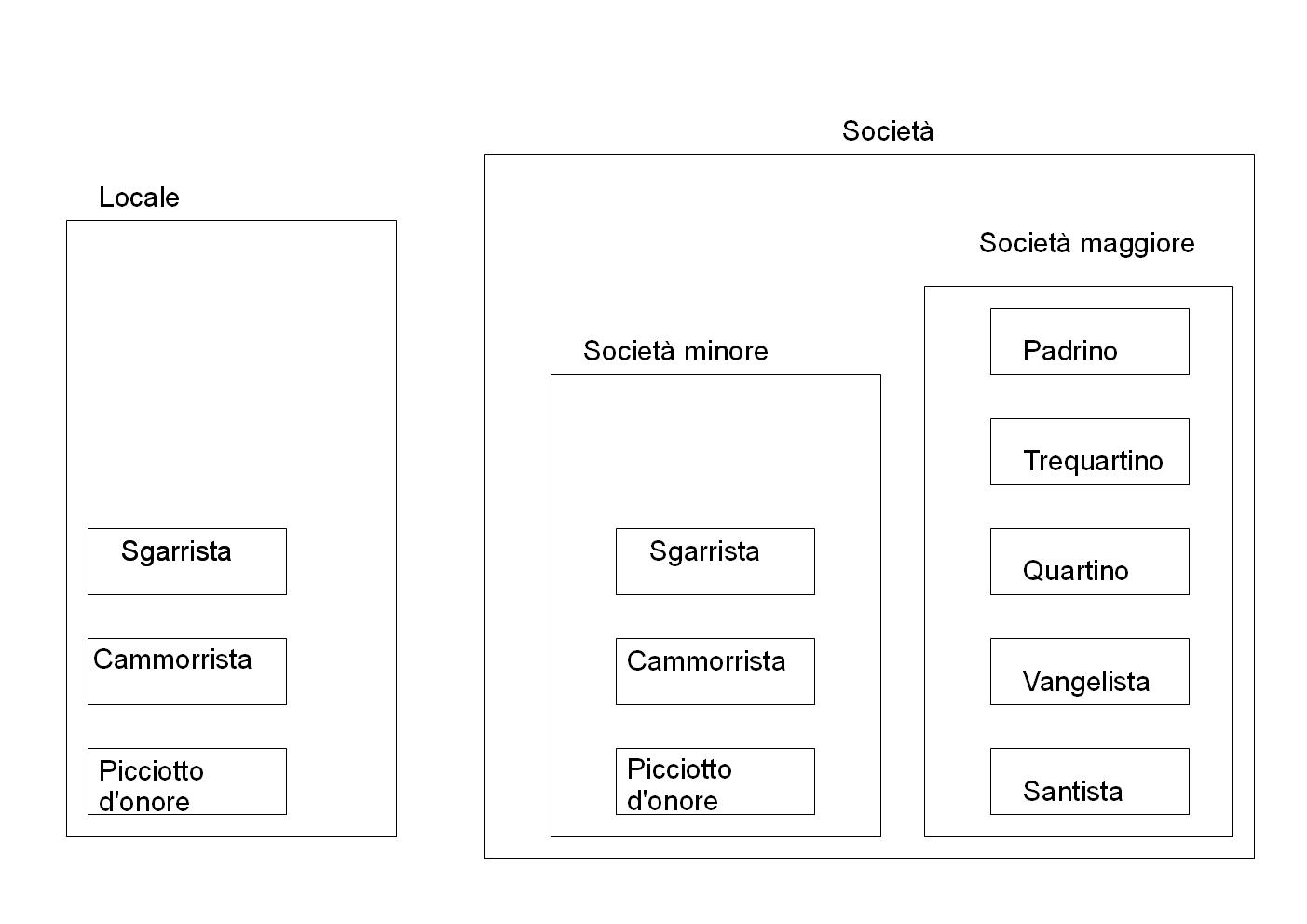
Il Locale e la Società con le doti degli affiliati

Il "Locale" è una struttura di coordinamento delle 'ndrine che necessita però di almeno 49 affiliati per essere costituita. L'apertura, la chiusura e la sospensione di una Locale viene decisa dalla Locale di San Luca, detta per questo "Mamma". Sono diffuse in tutta la Calabria e le regioni d'Italia ma anche all'estero, fino ad arrivare all'ordine del migliaio di locali in tutto il mondo.

## Storia
La struttura di Locale si attesta già alla fine del XIX secolo, secondo una sentenza del tribunale di Reggio Calabria del 16 luglio 1890, la Picciotteria (nome attribuito allora all'organizzazione) era compartimentata in Maggiore e Minore: i camorristi fanno parte della Maggiore, i picciotti della Minore. Nell'organigramma della Minore facevano parte il picciotto di giornata e il puntaiolo (cassiere).
Dopo la seconda guerra di 'ndrangheta, nacquero nuove sovrastrutture di cui si venne a conoscenza solo a partire dagli anni novanta. Le 3 commissioni interprovinciali: La Piana per la piana di Gioia Tauro, La Montagna per la Locride e La Città per Reggio Calabria; e il Crimine, mentre per le locali di Lombardia e Liguria le camere di compensazione.
Fino agli anni settanta il Locale di Cosenza, retto da Luigi Palermo detto "U Zorru" veniva chiamato Locale bastardo e visto malamente, poiché non seguiva le tradizionali regole e riti 'ndranghetisti. Le cose cambiarono con l'entrata in scena dei due nuovi gruppi criminali dei Pino e dei Sena dopo l'omicidio del vecchio Capobastone.
Il 13 novembre 2012 l'operazione Saggezza porta alla conoscenza di una nuova struttura al di sopra dei 5 locali aspromontani di Antonimina, Ardore, Canolo, Ciminà e Cirella di Platì: la Corona, di cui il capo, detto Capo-Corona era Vincenzo Melia, Luigi Varacalli, Nicola Romano e Nicola Nesci i consiglieri. Questa struttura sembra sia nata per dirimere questioni in seno a questi piccoli locali, a concedere doti e a poter competere economicamente alla pari di altre Locali di 'ndrangheta più blasonate. Non se ne conosce ancora la relazione col Crimine e il Mandamento ionico, in cui rientra.

## Gerarchia
(Confessione del pentito Antonio Belnome, ex capolocale di Giussano)
Le "doti" (o "fiori") sono i termini con i quali si vuole indicare una sorta di scala gerarchica a "gradi" dell'organizzazione criminale. Si ottiene una dote per particolari meriti o per diritto di nascita (come nel caso del "giovane d'onore"), e ogni dote dà la possibilità di accedere a particolari funzioni (Capo-Locale, Contabile...) in seno a una 'ndrina, ad un Locale o ad organismi superiori (Mandamento, Camere di controllo e Crimine), e conoscenze a cui prima non poteva accedere. Un affiliato con una certa dote non è tenuto a sapere chi ha una dote superiore alla sua, quale essa sia e cosa comporta in termini di potere.
La o il Locale è formata secondo lo schema della doppia compartimentazione: la Società Minore e la Società Maggiore. Non in tutte le locali si riesce a costituire la Società Maggiore: quando avviene, spesso gli 'ndranghetisti parlano di Società, per differenziare la locale da quelle formate solo dalla Società Minore.
Ogni Locale è diretta da una copiata, un triumvirato costituito da:
- Capobastone (o Capo Locale): è il responsabile della locale, per cui decide, autonomamente, le modalità operative finalizzate al conseguimento dell’illecito fine sociale; indice le riunioni della locale, decide su affiliazioni e promozioni, dirime i contrasti tra affiliati della locale e, cosa più importante, dirige l’attività criminale sul territorio di sua competenza.
- Contabile: è la persona deputata alla gestione dei proventi dell’attività illecita e provvede al sostegno economico delle famiglie degli affiliati che ne abbiano bisogno (soggetti in carcere), attingendo dalla cassa comune, la "baciletta" (o bacinella).
- Crimine: è il responsabile della pianificazione e dell'esecuzione delle attività criminali.

Il mastro di giornata è il portavoce del "Capo Locale": dà disposizioni agli affiliati, informa delle novità dalla Società Maggiore alla Società Minore e tiene al corrente il capo locale delle varie attività della locale, mettendolo al corrente di eventuali problematiche.
Tra le altre cariche, vi è anche quella di sorella d'omertá, affidata a una donna, che ha il compito di dare assistenza ai latitanti.

### Le doti tra Società Minore e Società Maggiore
Sulla doppia compartimentazione della Locale sono strutturati i gradi all'interno della 'ndrangheta: ad ogni dote o fiore è associato un ruolo e un santo protettore. Il Santo Protettore della 'ndrangheta è San Michele Arcangelo.
Coloro che non sono affiliati all'organizzazione sono suddivisi in tre categorie:
- Contrasto: è chiunque non faccia parte dell'organizzazione. I contrasti sono «sfigati, fessi, gente senza palle che tira avanti con mille euro al mese, senza una dignità, una gioia».
- Contrasto onorato: è una persona con cui si può avere a che fare. Non è affiliato, ma potrebbe diventarlo. Secondo il pentito Rocco Varacalli: «È come avere il foglio rosa della patente».
- Giovane d'onore: è il titolo riconosciuto a tutti i figli maschi degli affiliati all'organizzazione.

Nella Società Minore le doti sono:
- Picciotto: è la prima dote della ‘ndrangheta, che si può ottenere al compimento del 14º anno di età. Il soggetto deve essere privo di macchie d’onore, infamità e tragedie. Ha delle "sopra-doti", che sono: liscio, di sgarro, puntaiolo, di giornata. I suoi incarichi sono meramente esecutivi. I Picciotti sono protetti da Santa Liberata.
- Camorrista: se un picciotto è “degno e meritevole” può diventare camorrista. I giovani d’onore possono essere battezzati direttamente come camorristi saltando la prima dote di picciotto. Ha delle "sopra-doti", che sono: semplice o di società, di fibbia, formato e di sgarro. I camorristi sono protetti da Santa Nunzia.
- Sgarrista: è l'ultima dote della società minore. Prevede due "sopra-doti": di sangue e definitivo. Il santo protettore è Santa Elisabetta.

Nella Società Maggiore invece le doti sono:
- Santa: è la prima dote della società maggiore. Il "Santista" è sia massone che 'ndranghetista. Quando venne fondata, potevano farne parte solamente 33 affiliati. Il loro compito non è di azione, ma di pensiero e organizzazione; a guidarli gli esempi dei generali Alfonso La Marmora, stratega di battaglia, e Giuseppe Garibaldi, combattente per la libertà e la giustizia.
- Vangelo: è la seconda dote della società maggiore e la ottengono solo personaggi eccelsi della 'ndrangheta, che prendono decisioni vitali. Sono guidati dall'esempio di Giuseppe Mazzini, promotore delle società segrete in generale; Camillo Benso di Cavour, statista. A proteggere questi uomini, i Santi Pietro e Paolo.
- Quartino e Trequartino: dalle indagini è emersa l'esistenza di queste due doti riservate ad esponenti apicali dell'organizzazione, ma non sono ancora state trovate informazioni dettagliate al riguardo.
- Padrino (o Quintino): fino al 2010, era considerata la dote apicale che uno 'ndranghetista poteva raggiungere. È attribuita a un ristretto numero di 'ndranghetisti che godono di una serie di privilegi e altrettante responsabilità. Si distinguono per un tatuaggio con la stella a cinque punte.
- Associazione: è la dote concesso ai capi delle famiglie che si riuniscono in forma di Consiglio. A parte la testimonianza di Rocco Varacalli nell'operazione Minotauro, ad oggi non vi sono altre informazioni al riguardo.

Nel 2010 con l'operazione Crimine-Infinito, attraverso le intercettazioni, vengono scoperte le doti: Crociata, Stella, Bartolo, Mammasantissima o Mamma, Infinito, Conte Ugolino.

## Elenco di Locali in Calabria
In Calabria vi sarebbero almeno 166 Locali o Società.
La Locale più importante è quella di San Luca, soprannominata in gergo mafioso anche Mamma o Mammasantissima, ciò è dovuto al fatto che molte riunioni, soprattutto in passato, si svolgevano nei pressi del Santuario della Madonna di Polsi, in territorio di San Luca.
Le Locali in provincia di Reggio Calabria farebbero riferimento ad un triumvirato:
Mandamento centro o Città:
- Locale di Archi[9]
- Locale di Bagnara Calabra[10]
- Locale di Cannavò[11]
- Locale di Condera Pietrastorta[12]
- Locale di Croce-Valanidi[13]
- Locale di Gallico[14]
- Locale di Oliveto[15]
- Locale di Pellaro[16]
- Locale di San Cristoforo[17]
- Locale di Santo Spirito
- Locale di Trunca e Allai[18]
- Locale di Gallicianò[19]

Mandamento ionico o Montagna:
- Locale di Africo[20][21]
- Locale di Antonimina[5][6]
- Locale di Ardore[22]
- Locale di Bianco[23]
- Locale di Canolo[24]
- Locale di Ciminà[25]
- Locale di Condofuri[26]
- Locale di Ferruzzano[27]
- Locale di Gioiosa Ionica[28]
- Locale di Caulonia
- Locale di Grotteria[29]
- Locale di Locri[30]
- Locale di Mammola
- Locale di Marina di Gioiosa Ionica[31]
- Locale di Melito Porto Salvo[32]
- Locale di Natile[33]
- Locale di Palizzi[34]
- Locale di Platì[35][36]
- Locale di Cirella[37]
- Locale di Portigliola[38]
- Locale di Roccaforte del Greco[39]
- Locale di Roghudi[40]
- Locale di San Lorenzo[41]
- Locale di San Luca[15]
- Locale di Sant'Ilario[42]
- Locale di Santo Stefano in Aspromonte[43]
- Locale di Siderno[44]
- Locale di Spropoli[45][46]
- Locale di Palizzi[47]
- Locale di Stignano[48][49]

Mandamento tirrenico o Piana:
- Locale di Rosarno[50][51][52]
- Locale di Polistena[53]
- Locale di Barritteri[54]
- Locale di Cinquefrondi[55]
- Locale di Laureana di Borrello[56]
- Locale di Limbadi[57]
- Locale di Oppido Mamertina[58]
- Locale di Palmi[59]
- Locale di Sant'Eufemia d'Aspromonte[60]
- Locale di Sinopoli
- Locale di Seminara
- Locale di San Martino[61]
- Locale di Taurianova[62]
- Locale di San Giorgio Morgeto[63]
- Locale di Melicucco[64]

Le Locali in provincia di Crotone:
- Locale di Belvedere Spinello[65][66]
- Locale di Casabona[67]
- Locale di Cirò Marina[68]
- Locale di Cirò[69]
- Locale di Crotone
- Locale di Cutro[70]
- Locale di San Leonardo di Cutro[71]
- Locale di Isola Capo Rizzuto[72]
- Locale di Petilia Policastro[73]
- Locale di Mesoraca[74][75]
- Locale di Roccabernarda[76]
- Locale di Strongoli[77]

Le Locali in provincia di Cosenza:
- Locale di Altomonte[78]
- Locale di Cassano allo Ionio[79]
- Locale di Castrovillari
- Locale di Cetraro[80]
- Locale di Corigliano Calabro[81]
- Locale di Cosenza[82]
- Locale di Francavilla Marittima[83]
- Locale di Roggiano Gravina[84]
- Locale di Rossano[85]
- Locale di San Lorenzo del Vallo[86]
- Locale di Saracena
- Locale di Sibari[87]

Le Locali in provincia di Vibo Valentia:
- Locale di Fabrizia[88]
- Locale di Cassari[89]
- Locale di Piscopio[90]
- Locale di Sant'Onofrio[91]
- Locale di Santa Domenica[92]
- Locale di Serra San Bruno[93]
- Locale di Spilinga[94]
- Locale di Ariola[95]

Le Locali in provincia di Catanzaro:
- Locale di Borgia[97]
- Locale di Catanzaro[98]
- Locale di Guardavalle[99]
- Locale di Lamezia Terme[100]
- Locale di Sant'Andrea dello Ionio[101]
- Locale di Santa Caterina dello Ionio[102]
- Locale di Soverato[103]
- Locale di Torre di Ruggiero[104]
- Locale di Vallefiorita[105]

## Elenco di Locali nel resto d'Italia
Di seguito l'elenco dei locali scoperti durante le numerose operazioni delle forze dell'ordine, però secondo la DIA, come scrive nella sua seconda relazione semestrale del 2020 sono attualmente attive 25 locali in Lombardia, 14 in Piemonte, 3 in Liguria, 1 in Veneto, 1 in Valle d'Aosta e 1 in Trentino.
Emilia-Romagna
- Locale di Reggio Emilia[108]

Friuli-Venezia Giulia
- Locale di Monfalcone[109]

Lazio
- Locale di Anzio-Nettuno[110][111]
- Locale di Roma[112][113]

Liguria
- Locale di Genova[114] (attivo secondo la 2° relazione semestrale 2020 della DIA[115])[107]
- Locale di Imperia
- Locale di Lavagna[115][116] (attivo secondo la 2° relazione semestrale 2020 della DIA[107])
- Locale di Rapallo[117] (attivo secondo la 1° relazione semestrale 2020 della DIA[115])
- Locale di Sanremo
- Locale di Sarzana
- Locale di Savona
- Locale di Taggia
- Locale di Ventimiglia[115][117] (attivo secondo la 2° relazione semestrale 2020 della DIA[115])[107]

Piemonte
- Locale del Basso Piemonte (Alba, Novi Ligure, Sommariva del Bosco)[distinto da quello di Alba o del Basso Piemonte?][107]
- Locale di Canavese[distinto da quello di Rivarolo Canavese]
- Locale di Alba o del Basso Piemonte (attivo secondo la 1° relazione semestrale 2020 della DIA[115])
- Locale di Asti[107]
- Locale di Bardonecchia
- Locale di Bra[107][115]
- Locale di Chivasso (attivo secondo la 1° relazione semestrale 2020 della DIA)[107][115]
- Locale di Collegno
- Locale di Costigliole d'Asti (attivo secondo la 1° relazione semestrale 2020 della DIA[115])
- Locale di Cuorgné[107]
- Locale di Giaveno (attivo secondo la 1° relazione semestrale 2020 della DIA[115])[107]
- Locale di Grugliasco
- Locale di Livorno Ferraris
- Locale di Moncalieri (attivo secondo la 1° relazione semestrale 2020 della DIA[115])[107]
- Locale di Nichelino
- Locale di Rivarolo
- Locale di Rivoli (attivo secondo la 1° relazione semestrale 2020 della DIA[115])[107]
- Locale di Salassa
- Locale di San Giusto Canavese[107]
- Locale di San Mauro Torinese
- Locale di Santhia[107]
- Locale di Natile di Careri a Torino (attivo secondo la 1° relazione semestrale 2020 della DIA[115])[107]
- Locale di San Mauro Marchesato a Torino (attivo secondo la 1° relazione semestrale 2020 della DIA[115])
- Locale di Siderno a Torino (attivo secondo la 1° relazione semestrale 2020 della DIA[115])[107]
- Locale di Volpiano[107]

Lombardia
- Locale di Appiano Gentile[107]
- Locale di Bollate[107][120]
- Locale di Bresso[107][121]
- Locale di Calolziocorte[122][107]
- Locale di Canzo-Asso[107][123]
- Locale di Cermenate-Fino Mornasco[124][107][125]
- Locale di Cormano[107][126]
- Locale di Corsico-Buccinasco[107][127]
- Locale di Desio[107][128]
- Locale di Erba[107][129]
- Locale di Giussano[130]
- Locale di Lecco[131][107]
- Locale di Legnano-Lonate Pozzolo[132]
- Locale di Lentate sul Seveso[107][133]
- Locale di Limbiate[107][134]
- Locale di Lumezzane[135]
- Locale di Mariano Comense[107]
- Locale di Milano[107]
- Locale di Monza[107]
- Locale di Pavia[107][136]
- Locale di Pioltello[107][137]
- Locale di Rho[107][138]
- Locale di Senna Comasco[107]
- Locale di Seregno[107][139]
- Locale di Solaro e Legnano[distinto da quello di Legnano-Lonate Pozzolo?] [107]
- Locale di Varedo[140]
- Locale di Varese
- Locale di Voghera[107]

Trentino-Alto Adige
- Locale di Lona-Lases(attivo secondo la 1° relazione semestrale 2020 della DIA[115])[107]

Valle d'Aosta
- Locale di Aosta[107][141] (Riconosciuta per la prima volta giudiziariamente nel processo d'appello Geenna nel 2021[142])

Veneto
- Locale di Verona[115] (attivo secondo la 1° relazione semestrale 2020 della DIA[115])[107]

## Elenco di Locali all'estero
Australia
- Locale di Melbourne[143]
- Locale di Stirling[144]

Canada
In Canada ci sarebbero almeno 9 Locali secondo le intercettazioni dell'operazione Crimine.
- Locale di Montréal[145]
- Locale di Toronto[146]
- Locale di Thunder Bay[147]

Francia
- Locale di Clermont-Ferrand[148]
- Locale di Mentone[149]
- Locale di Marsiglia[150]
- Locale di Nizza[151]
- Locale di Tolone
- Locale di Tolosa[152]

Germania
In Germania ci sarebbero almeno 60 Locali secondo le dichiarazioni del gennaio 2018 di Nicola Gratteri.
- Locale di Dortmund[153]
- Locale di Duisburg
- Locale di Engen[154]
- Locale di Francoforte[154]
- Locale di Monaco di Baviera[155]
- Locale di Norimberga[154]
- Locale di Radolfzell[156]
- Locale di Ravensburg[157]
- Locale di Rielasingen[158]
- Locale di Singen[159]

Sudafrica
- Locale di Johannesburg[160]

Svizzera
- Locale di Frauenfeld (operazione Crimine 2 del 2011, Helvetia del 2014)[161]
- Locale di Zurigo (operazione Crimine 2 del 2011, Helvetia del 2014)[162]

## Influenza culturale

### Letteratura
- Nel romanzo Crimine Infinito di Cristiano Barbarossa e Fulvio Benelli si fa diretto riferimento alla struttura dei locali di 'ndrangheta della Lombardia per come sono emersi durante l'operazione Crimine-Infinito. Attraverso i suoi protagonisti il racconto si sposta in Calabria per approdare sino al Locale di Stirling in Australia.